# 马迎乡
马迎乡，是中华人民共和国四川省绵阳市梓潼县曾经下辖的一个乡。2019年12月，撤销马迎乡，将其所属行政区域划归自强镇管辖。

## 行政区划
马迎乡撤销前下辖以下地区：
剑门村、流泉村、金光村、金石村、金水村、大坪村、天鼓村和思公村。